# Lesbiennes à suivre

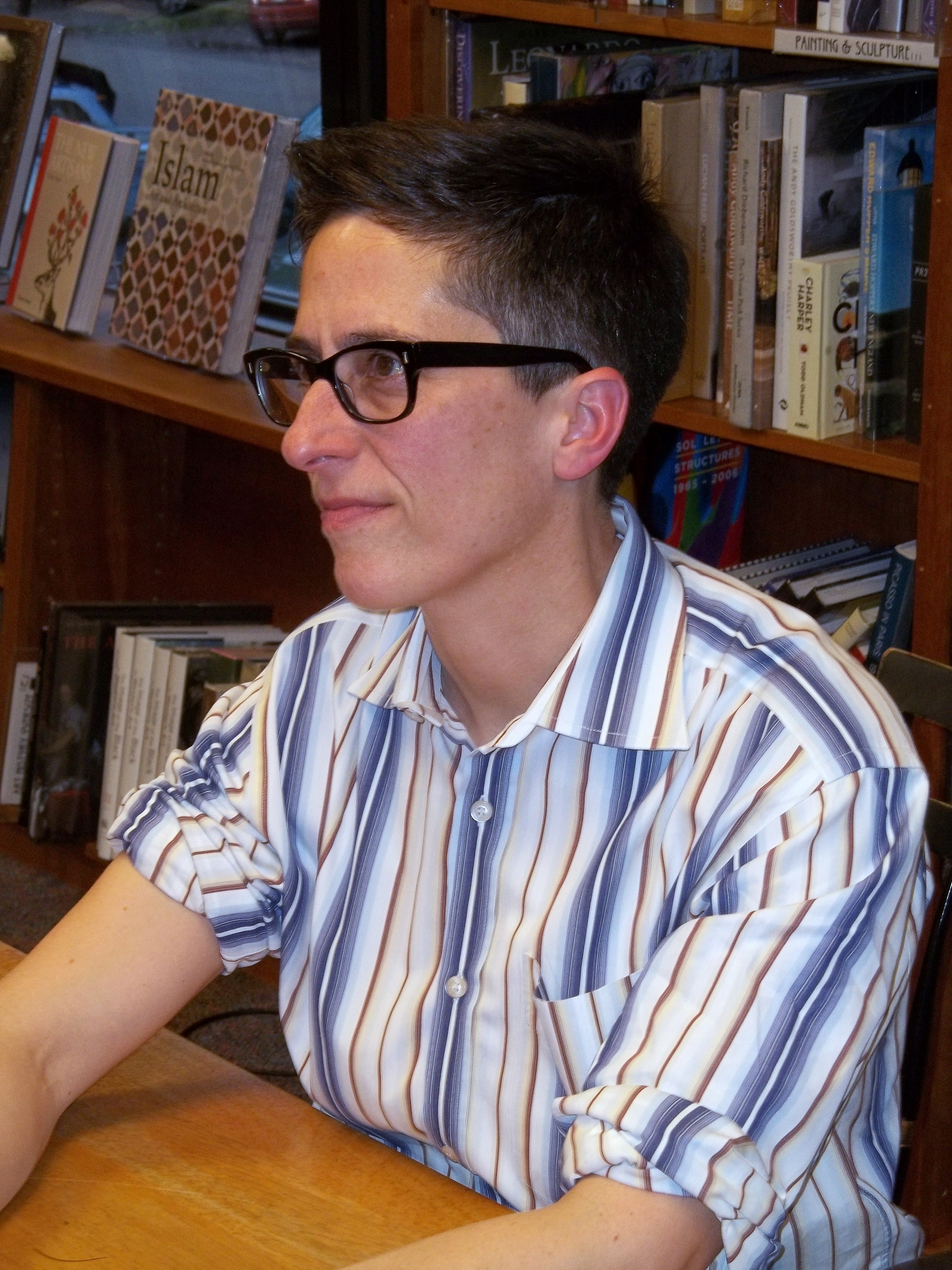
Alison Bechdel, auteure du livre "Lesbiennes à suivre"

Lesbiennes à Suivre (ou Gouines à Suivre), en anglais originel Dykes to Watch Out For, est une série de bande dessinée américaine écrite et dessinée par Alison Bechdel à partir de 1983. Cette série est connue pour son thème, l'homosexualité féminine et son engagement politique. Il s'agit de l'une des bandes dessinées LGBT les plus influentes et ayant eu la plus longue durée de vie. Elle est parue jusqu'en 2008.

## Thèmes
Ce comic est un portrait en constante évolution de la communauté lesbienne aux États-Unis.
Lesbiennes à suivre aborde les thèmes qui font débat dans la communauté : amour, homoparentalité, militantisme, végétarisme, coming out, sexualité, hétérosexisme, politique, droit, discrimination, écologie... Le message politique de la série dépasse le cadre de la communauté LGBT et véhicule un message fortement social et pacifiste,.

## Personnages
Lesbiennes à suivre reflète la vie des homosexuelles des États-Unis à travers de nombreux personnages, d’horizons divers : Afro-AméricainEs, Latinas, Asiatiques, handicapées, femmes masculines, féminines… Cette série refuse de reproduire les exclusions sociales et tente de rendre compte de plusieurs identités.
- Mo : jeune femme blanche de la classe moyenne, aux cheveux courts, portant lunettes. Elle a l'esprit très critique, mais est facilement angoissée et critique de la politique sociale américaine ; compagne de Sydney dans les derniers volumes.
- Sydney : professeure d'université cynique et intellectuelle, compagne de Mo dans les derniers volumes.
- Clarice : afro-américaine, fortement impliquée dans les luttes politiques ; compagne de Toni.
- Toni : hispano-américaine, les cheveux longs ; compagne de Clarice.
- Rafael ou Raffi : fils de Toni et Clarice (enfant biologique de Toni)
- Sparrow : femme asiatique, très féminine, la psychologie est son dada. En couple avec un homme dans les derniers volumes.
- Ginger : afro-américaine, universitaire, intellectuelle et peu sûre d'elle.
- Lois : femme blanche, très masculine, très portée sur la chose.
- Harriet : femme blanche, à l’habillement masculin, compagne de Mo dans les premiers volumes.
- Jezanna : afro-américaine, libraire indépendante et militante ; emploie Mo et Lois dans les premiers volumes.

## Albums
- Dykes to Watch Out for, Ithaca, Firebrand Books, 1986 ; 
  - Traduction : Lesbiennes à suivre, Prune Janvier, 1994.
- More Dykes to Watch Out for, Ithaca, Firebrand Books, 1988.
- New Improved! : Dykes to Watch Out for, Ithaca, Firebrand Books, 1990.
- Dykes to Watch Out for : The Sequel : Added Attraction! 'Serial Monogamy' : A Documentary, Ithaca, Firebrand Books, 1992.
- Spawn of Dykes to Watch Out for, Ithaca, Firebrand Books, 1993 ; 
  - Traduction : Le Môme des lesbiennes à suivre, Paris, Cyprine, 1998.
- Unnatural Dykes to Watch Out for, Ithaca, Firebrand Books, 1995.
- Hot, Throbbing Dykes to Watch Out for, Ithaca, Firebrand Books, 1997.
- Split-Level Dykes to Watch Out for, Ithaca, Firebrand Books, 1998.
- Post-Dykes to Watch Out For, Ithaca, Firebrand Books, 2000.
- Dykes and Sundry Other Carbon-Based Life-Forms to Watch Out For, Alyson Publications, 2003.
- Invasion of the Dykes to Watch Out For, Alyson Publications, 2005.
- The Essential Dykes to Watch Out For, Houghton Mifflin, 2008.
  - Traduction : L'essentiel des Gouines à suivre (1987-1998), Éditions Même pas mal, 2016 - Sélection officielle du 44e Festival d'Angoulême.
  - Traduction : L'essentiel des Gouines à suivre (1998-2008), Éditions Même pas mal, 2018.